# Estação Maria Cristina
Maria Cristina é uma estação metroviária da linha Linha 3 do Metro de Barcelona inaugurada em 1975. Entrou em funcionamento em 1975.

## Nome da estação
Maria Cristina é o nome da praça onde está localizada a estação. Maria Cristina da Áustria, Rainha da Espanha foi esposa do Rei Alfons XII, de 1879 a 1885.

## Localização

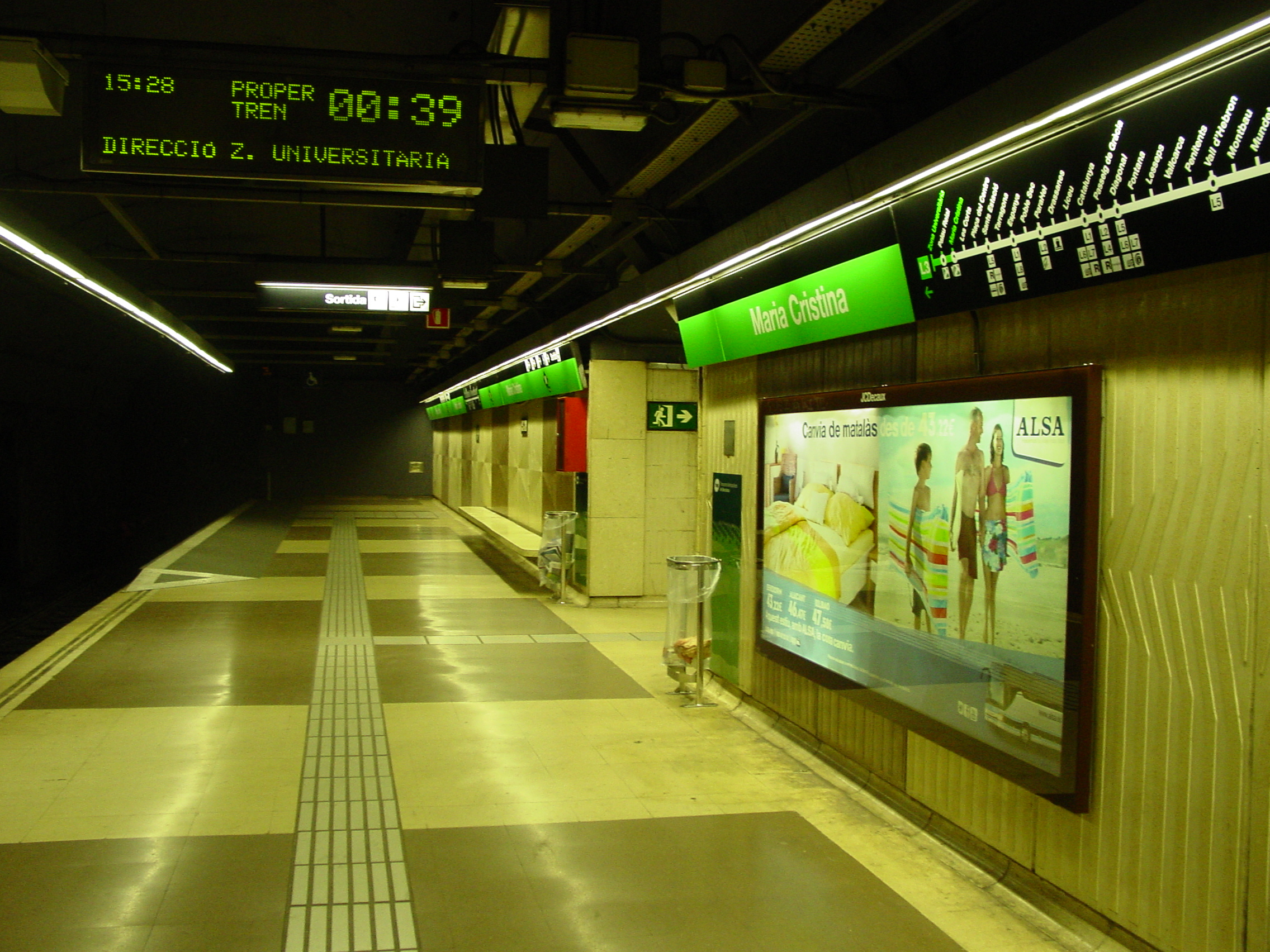
Plataforma de embarque estação Maria Cristina.

A estação de metrô fica embaixo da Avinguda Diagonal, entre a Carrer del Doctor Ferran e a Gran Via de Carles III. Possui duas plataformas laterais de 94 metros. A estação de bonde está localizada na Avinguda Diagonal, logo acima da estação de metrô. Ambas as estações ficam em frente à sede da La Caixa em La Maternitat i Sant Ramon.

## Inauguração
A estação entrou em funcionamneto em 1975, junto com as outras estações do trecho L3 entre as estações Zona Universitària e Sants Estació. Esta seção foi originalmente operada separadamente de L3, e conhecida como L3b, até que as duas seções foram unidas em 1982.

## Acesso a estação
- Plaça Reina Maria Cristina- G. V. Carles III
- Av. Diagonal / Doctor Ferran
- Capità Arenas
- Gran Via Carles III